# Transcendence
Transcendence (bra: Transcendence - A Revolução; prt: Transcendence - A Nova Inteligência) é um filme sino-britano-estadunidense de 2014, dos gêneros ficção científica, drama, ação e suspense, dirigido por Wally Pfister, em sua estreia na direção.

## Sinopse
Dr. Will Caster (Johnny Depp) é um pesquisador de inteligência artificial que se esforça para criar uma máquina que possui sensibilidade e inteligência coletiva. As suas experiências controversas tornaram-no famoso mas também no principal alvo de extremistas contra a tecnologia. Sendo assim, sofreu uma tentativa de assassinato que quase o matou. Então sua esposa Evelyn (Rebecca Hall) e seu amigo Max Waters (Paul Bettany) aplicam a experiência que transfere sua consciência para a máquina. Agora Caster tenta convencer sua esposa a conectá-lo na internet para tornar-se poderoso. Ao perceber a catástrofe que isso pode ocasionar, cabe a Evelyn tomar decisão.

## Elenco
- Johnny Depp como Dr. Will Caster, pesquisador de inteligência artificial.
- Morgan Freeman como Joseph Tagger[8]
- Rebecca Hall como Evelyn Caster, esposa de Will e uma colega acadêmica.[9]
- Kate Mara como Bree[8]
- Cillian Murphy como Donald Buchanan, agente do FBI.[10]
- Cole Hauser como Coronel Stevens, oficial militar[11]
- Paul Bettany como Max Waters, melhor amigo de Will.[8]
- Clifton Collins, Jr. como Martin[12]
- Cory Hardrict como Joel Edmund, membro da Unidade de RIFT, uma organização contra a tecnologia.[10]

## Produção

### Desenvolvimento
Transcendence é dirigido pelo diretor de fotografia Wally Pfister, em sua estréia como diretor. Jack Paglen escreveu o roteiro inicial para Pfister dirigir, e a produtora Annie Marter armou o filme para sua empresa Straight Up Films. A montagem foi vendida para Straight Up. Em março de 2012, Alcon Entertainment adquiriu o projeto. Alcon financia e produz o filme; produtores de Straight Up e Alcon se uniram para produzir o filme. No mês de junho, o diretor Christopher Nolan, para quem Pfister já trabalhou como diretor de fotografia, e parceira de produção de Nolan, Emma Thomas, juntaram-se ao filme como produtores executivos.

### Elenco
Em outubro de 2012, o ator Johnny Depp entrou em negociações para estrelar Transcendence. The Hollywood Reporter informou que Depp teria "um dia de pagamento de mamute", com um salário de $20 milhões, contra 15 por cento do produto interno bruto do filme. Pfister se reuniu com Noomi Rapace para o papel principal feminino do filme e também se encontrou com James McAvoy e Tobey Maguire para o outro papel principal masculino. O diretor ofereceu um papel de apoio para Christoph Waltz. Em março de 2013, Rebecca Hall foi escalado como a liderança feminina. Na sequência de abril, atores Paul Bettany, Kate Mara, e Morgan Freeman entraram para o elenco principal.

### Filmagens
Continuando sua defesa para o uso de película sobre cinematografia digital, Pfister escolheu para rodar o filme no formato anamórfico em filme de 35 mm. O filme está passando por um acabamento fotoquímico tradicional em vez de um intermediário digital. Além disso para o filme, uma matriz digital foi completada em resolução 4K, e o filme irá adicionalmente ser lançado em IMAX. Transcendence também irá receber um lançamento em 3D na China. As filmagens começaram oficialmente em junho de 2013, e teve lugar durante um período de 62 dias.

### Financiamento
A empresa chinesa DMG Entertainment entrou em uma parceria com a Alcon Entertainment para financiar e produzir o filme. Embora DMG contribuiu com elementos chineses para Looper e Homem de Ferro 3, não o fez para a Transcendence.

### Distribuição
Warner Bros. vai distribuir o filme nos Estados Unidos e Reino Unido e Summit Entertainment (através da Lionsgate) irá distribuí-lo em outros territórios, com exceção da China e da Alemanha. DMG Entertainment, que colaborou com Alcon Entertainment para financiar e desenvolver Transcendence, vai distribuir o filme na China.

## Recepção
As primeiras resenhas de Transcendence têm sido extremamente negativo. No site Rotten Tomatoes, ele tem uma classificação de 19%, com uma pontuação média de 4.6/10, com base em opiniões de 192 críticos. Estados de consenso do site: "Em sua estréia como diretor, o perito diretor de fotografia Wally Pfister continua a ser um estilista visual diferenciado, mas os temas instigantes de Transcendence excedem a compreensão narrativa do filme.". Em outro site, Metacritic, ele tem uma pontuação de 42/100 com base em comentários de 45 críticos.